# Grup simplèctic
En matemàtiques, el terme grup simplèctic es pot referir a dues col·leccions de grups diferents, però fortament relacionats, denotats per Sp(2n, F) i Sp(n); aquest últim s'anomena també grup simplèctic compacte. Alguns autors prefereixen utilitzar notacions lleugerament diferents, que acostumen a diferir en un factor multiplicatiu 2. La notació d'aquest article és consistent amb la dimensió de les matrius utilitzades per representar els grups. En la classificació feta per Cartan sobre les àlgebres de Lie simples, l'àlgebra de Lie del grup complex Sp(2n, C) es denota per Cn, i Sp(n) és la forma real compacta de Sp(2n, C). Notem que, quan parlem del grup simplèctic (compacte), en realitat hom es refereix a la col·lecció de grups simplèctics (compactes) indexats per la seva dimensió n.

## Origen del terme
El nom grup simplèctic es deu a Hermann Weyl:
| «                                          | (anglès) The name "complex group" formerly advocated by me in allusion to line complexes, as these are defined by the vanishing of antisymmetric bilinear forms, has become more and more embarrassing through collision with the word "complex" in the connotation of complex number. I therefore propose to replace it by the corresponding Greek adjective "symplectic." Dickson calls the group the "Abelian linear group" in homage to Abel who first studied it. | (català) El nom "grup complex" que jo proposava en el passat en al·lusió als complexos de rectes, definides com l'anul·lació de formes bilineals antisimètriques, ha esdevingut més i més confús, degut a la col·lisió amb el terme "complex" en el sentit de nombre complex. Per tant, proposo substituir-lo pel corresponent adjectiu grec "simplèctic". Dickson anomena a aquest grup el "grup lineal abelià" en honor d'Abel, que va ser qui el va estudiar originalment. | » |
| — H. Weyl, Weyl 1939, p. 165, notes al peu | | |   |

El terme "simplèctic" és un calc de "complex", introduït per Weyl 1939, (notes al peu, p.165); anteriorment, hom es referia al "grup simplèctic" com el "grup complex de rectes". El terme "complex" prové del llatí com-plexus, que significa "trenat" (co- + plexus), mentre que "simplèctic" prové del grec sym-plektikos (συμπλεκτικός); en tots dos casos, el sufix prové de l'arrel indoeuropea *plek-. Aquesta nomenclatura reflecteix les profundes connexions entre estructures complexes i simplèctiques.

## Sp(2n,F)
El grup simplèctic de grau 2n sobre un cos F, simbolitzat per Sp(2n, F), és el grup de matrius simplèctiques 2n × 2n a entrades en F, i on l'operació de grup és la multiplicació de matrius. Com que tota matriu simplèctica té determinant 1, el grup simplèctic és un subgrup del grup lineal especial SL(2n, F).
Més en general, hom pot definir el grup simplèctic com el conjunt de transformacions lineals d'un espai vectorial de dimensió 2n sobre F que preserven una forma bilineal, antisimètrica i no degenerada. En aquest cas, hom parla d'un espai vectorial simplèctic. El grup simplèctic d'un espai vectorial simplèctic abstracte V es denota també com Sp(V).
Habitualment, el cos F és el cos dels nombres reals, R, o el dels nombres complexos, C. En aquests casos, Sp(2n, F) és un grup de Lie real/complex de dimensió real/complexa n(2n + 1). Aquests grups són connexos però no compactes.
El centre de Sp(2n, F) consisteix en les matrius I2n i −I2n, sempre que la característica no sigui 2. Aquí, I2n denota la matriu identitat 2n × 2n.
El rang real de l'àlgebra de Lie, i per tant, del grup de Lie per Sp(2n, F) és n.
La condició que una matriu simplèctica preservi la forma simplèctica es pot escriure com:
{\displaystyle S\in \operatorname {Sp} (2n,F)} si i només si {\displaystyle S^{\text{T}}\Omega S=\Omega }
on AT és la matriu transposada de A, i:
{\displaystyle \Omega ={\begin{pmatrix}0&I_{n}\\-I_{n}&0\\\end{pmatrix}}}.
L'àlgebra de Lie de Sp(2n, F) ve donada pel conjunt de matrius A 2n × 2n (a entrades en F) que satisfan:
{\displaystyle \Omega A+A^{\mathrm {T} }\Omega =0}.
Quan n = 1, la condició simplèctica sobre una matriu se satisfà si i només si el determinant és 1, de tal manera que Sp(2, F) = SL(2, F). Per a n > 1, existeixen condicions addicionals; és a dir, Sp(2n, F) és un subgrup propi de SL(2n, F).

### Sp(2n,C)
El grup simplèctic sobre el cos dels complexos és un grup de Lie simple, simplement connex i no compacte.

### Sp(2n,R)
Sp(2n, C) és la complexificació del grup real Sp(2n, R). Sp(2n, R) és un grup de Lie real, no compacte i connex. Té un grup fonamental isomorf al grup dels enters amb la suma. De la mateixa manera que la forma real d'un grup de Lie simple, la seva àlgebra de Lie és una àlgebra de Lie separable.
Algunes propietats addicionals de Sp(2n, R) són:
- L'aplicació exponencial de l'àlgebra de Lie {\displaystyle {\mathfrak {sp}}(2n,\mathbb {R} )} en el grup Sp(2n, R) no és suprajectiva. No obstant això, qualsevol element del grup es pot generar per la multiplicació de grup de dos elements.[4] En altres paraules,

{\displaystyle \forall \;S\in \operatorname {Sp} (2n,\mathbb {R} )\;\exists \;X,Y\in {\mathfrak {sp}}(2n,\mathbb {R} ){\text{ tal que }}S=e^{X}e^{Y}}.
- Per a tot S de Sp(2n, R):

{\displaystyle S=OZO'\quad {\text{tal que}}\quad O,O'\in \operatorname {Sp} (2n,\mathbb {R} )\cap \operatorname {SO} (2n)\cong U(n)\quad {\text{i}}\quad Z={\begin{pmatrix}D&0\\0&D^{-1}\end{pmatrix}}}.
La matriu D és definida positiva i diagonal. El conjunt d'aquestes matrius Z forma un subgrup no compacte de Sp(2n, R), mentre que U(n) forma un subgrup compacte. Aquesta factorització es coneix com a descomposició d'Euler o de Bloch-Messiah.
- Com a grup de Lie, Sp(2n, R) té una estructura de varietat. La varietat per a Sp(2n, R) is difeomorfa al producte cartesià del grup unitari U(n) amb un espai vectorial de dimensió n(n+1).[6]

### Generadors infinitesimals
Els membres de l'àlgebra de Lie simplèctica {\displaystyle {\mathfrak {sp}}(2n,\mathbf {F} )} són les matrius hamiltonianes. Aquestes matrius {\displaystyle Q} són tals que
{\displaystyle Q={\begin{pmatrix}A&B\\C&-A^{\mathrm {T} }\end{pmatrix}}}
on B i C són matrius simètriques.

### Exemples de matrius simplèctiques
Per a Sp(2,R), el grup de matrius 2 × 2 amb determinant 1, les tres (0, 1)-matrius simplèctiques són:
{\displaystyle {\begin{pmatrix}1&0\\0&1\end{pmatrix}}}, {\displaystyle {\begin{pmatrix}1&0\\1&1\end{pmatrix}}} i {\displaystyle {\begin{pmatrix}1&1\\0&1\end{pmatrix}}}.

### Relació amb la geometria simplèctica
La geometria simplèctica és l'estudi de les varietats simplèctiques. L'espai tangent a qualsevol punt d'una varietat simplèctica és un espai vectorial simplèctic. Com s'ha vist anteriorment, les transformacions d'un espai vectorial simplèctic que preserven les estructures formen un grup, i aquest grup és Sp(2n, F), depenent de la dimensió de l'espai i del cos sobre el qual està definit.
Un espai vectorial simplèctic és, en si mateix, una varietat simplèctica. Una transformació sota una acció del grup simplèctic és, de certa manera, una versió linealitzada d'un simplectomorfisme, que és una transformació més general que preserva estructures sobre una varietat simplèctica.

## Sp(n)
El grup simplèctic compacte Sp(n) s'acostuma a escriure com USp(2n), assenyalant el fet que és isomorf al grup de matrius simplèctiques unitàries, Sp(n) ≅ U(2n) ∩ Sp(2n, C). Encara que la notació Sp(n) és més comuna (de fet, és la que s'utilitza en aquest article), pot generar confusió en el fet que la idea general del grup simplèctic –incloent les formes reals i complexes compactes– es pot representar com Sp(n).
Sp(n) és el subgrup de GL(n, H) (matrius quaterniòniques invertibles) que preserva la forma hermítica estàndard sobre Hn:
{\displaystyle \langle x,y\rangle ={\bar {x}}_{1}y_{1}+\cdots +{\bar {x}}_{n}y_{n}}.
És a dir, Sp(n) és simplement el grup unitari quaterniònic, U(n, H). De fet, de vegades se l'anomena el grup hiperunitari. A més, Sp(1) és el grup de quaternions amb norma 1, equivalent a SU(2) i topològicament una 3-esfera S3.
Notem que Sp(n) no és un grup simplèctic en el sentit de la secció anterior: no preserva una forma antisimètrica (H-bilineal) no degenerada sobre Hn (de fet, l'única forma antisimètrica és la forma nul·la). En canvi, és isomorf a un subgrup de Sp(2n, C) i, per tant, sí que preserva una forma simplèctica complexa en un espai vectorial de dimensió doble de l'original. L'àlgebra de Lie de Sp(n) és una forma real de l'àlgebra de Lie simplèctica complexa sp(2n, C).
Sp(n) és un grup de Lie real amb dimensió (real) n(2n + 1). És compacte, connex i simplement connex.
L'àlgebra de Lie de Sp(n) està determinada per les matrius antihermítiques quaterniòniques, el conjunt de matrius quaterniòniques n × n que satisfan
{\displaystyle A+A^{\dagger }=0}
on A† és la matriu transposada conjugada de A (aquí, hom pren el conjugat quaterniònic). El parèntesi de Lie ve donat pel commutador.

### Subgrups destacats
El grup simplèctic compacte Sp(n) sorgeix en física quàntica com una simetria sobre els parèntesis de Poisson. Alguns subgrups principals són:
{\displaystyle \operatorname {Sp} (n)\supset \operatorname {Sp} (n-1)}
{\displaystyle \operatorname {Sp} (n)\supset \operatorname {U} (n)}
{\displaystyle \operatorname {Sp} (2)\supset \operatorname {O} (4)}
Recíprocament, és un subgrup d'altres grups:
{\displaystyle \operatorname {SU} (2n)\supset \operatorname {Sp} (n)}
{\displaystyle \operatorname {F} _{4}\supset \operatorname {Sp} (4)}
{\displaystyle \operatorname {G} _{2}\supset \operatorname {Sp} (1)}
Addicionalment, existeixen els isomorfismes de les àlgebres de Lie {\displaystyle {\mathfrak {sp}}(2)={\mathfrak {so}}(5)} i {\displaystyle {\mathfrak {sp}}(1)={\mathfrak {so}}(3)={\mathfrak {su}}(2)}.

## Relació entre els grups simplèctics
Tota àlgebra de Lie semisimple complexa té una forma real de descomposició i una forma real compacta. Hom diu que l'àlgebra de Lie és una complexificació de les dues formes.
L'àlgebra de Lie de Sp(2n, C) és semisimple, i es denota per {\displaystyle {\mathfrak {sp}}(2n,\mathbf {C} )}. La seva forma real de descomposició és {\displaystyle {\mathfrak {sp}}(2n,\mathbf {R} )} i la seva forma real compacta és {\displaystyle {\mathfrak {sp}}(n)}. Aquestes dues àlgebres corresponen als grups de Lie Sp(2n, R) i Sp(n) respectivament.
Les àlgebres {\displaystyle {\mathfrak {sp}}(p,n-p)}, que són les àlgebres de Lie de Sp(p, n − p), són la signatura indefinida equivalent a la forma compacta.

## Rellevància a la física

### Mecànica clàssica
Considerem un sistema de n partícules, que es comporten segons les equacions de Hamilton, i que llurs posicions a l'espai de fases en un moment donat estan representades pel vector de coordenades canòniques:
{\displaystyle \mathbf {z} =(q_{1},\ldots ,q_{n},p_{1},\ldots ,p_{n})^{T}}.
Els elements del grup Sp(2n, R) són, en cert sentit, transformacions canòniques sobre aquest vector, és a dir, preserven la forma de les equacions de Hamilton. Si
{\displaystyle \mathbf {Z} =\mathbf {Z} (\mathbf {z} ,t)=(Q_{1},\ldots ,Q_{n},P_{1},\ldots ,P_{n})^{T}}
són les noves coordenades, llavors es té:
{\displaystyle {\dot {\mathbf {Z} }}=M(\mathbf {z} ,t){\dot {\mathbf {z} }},}
on el punt representa la derivada respecte al temps, i
{\displaystyle M(\mathbf {z} ,t)\in \mathrm {Sp} (2n,\mathbb {R} )}
per a qualssevol t i z de l'espai de fases.

### Mecànica quàntica
Considerem un sistema de n partícules amb un estat quàntic que conte informació sobre la seva posició i el seu moment. Aquestes coordenades són variables contínues i, per tant, l'espai de Hilbert, on resideix l'estat quàntic, té dimensió infinita. Aquesta característica fa que l'anàlisi de la situació sigui complicat. Un enfocament alternatiu és considerar l'evolució dels operadors posició i moment sota l'equació de Heisenberg en l'espai de fases.
Construïm un vector de coordenades canòniques,
{\displaystyle \mathbf {\hat {z}} =({\hat {q}}_{1},\ldots ,{\hat {q}}_{n},{\hat {p}}_{1},\ldots ,{\hat {p}}_{n})^{T}}.
La relació de commutació canònica es pot expressar com
{\displaystyle [\mathbf {\hat {z}} ,\mathbf {\hat {z}} ^{T}]=i\hbar \Omega }
on
{\displaystyle \Omega ={\begin{pmatrix}\mathbf {0} &I_{n}\\-I_{n}&\mathbf {0} \end{pmatrix}}}
i In és la matriu identitat n × n.
Moltes situacions físiques només requereixen hamiltonians quadràtics, és a dir, hamiltonians de la forma
{\displaystyle {\hat {H}}={\frac {1}{2}}\mathbf {\hat {z}} ^{T}K\mathbf {\hat {z}} }
on K és una matriu simètrica real 2n × 2n. Resulta que això és una restricció útil, que permet reescriure l'equació de Heisenberg com
{\displaystyle {\frac {d\mathbf {\hat {z}} }{dt}}=\Omega K\mathbf {\hat {z}} }.
La solució a aquesta equació ha de predervar la relació de commutació canònica. Es pot demostrar que l'evolució temporal d'aquest sistema és equivalent a una acció del grup simplèctic real, Sp(2n, R), sobre l'espai de fases.